# Anneau de levage

Anneau de Levage

Un anneau de levage (couramment appelé « main » ou « oreille de levage ») est un accessoire de levage permettant de connecter une charge à une manille ou un crochet de levage (ou tout autre outil de connexion). Ils sont souvent de forme ronde avec une tige filetée pour les anneaux à visser, en forme de D avec un étrier à souder pour les anneaux à souder.

## Description
Les anneaux de levage les plus répandus sont les anneaux de levage en acier à visser type DIN 580 (version mâle) et DIN 582 (version femelle). D'autres anneaux de levage en acier à visser ont été mis sur le marché par la suite : les DIN EN ISO 3266. Enfin, différents autres types standards, très proches de ces derniers ont des dimensions et apparences très similaires.
Ces anneaux sont pour la plupart uniquement pour un levage sur un brin et ne permettent pas de lever avec une élingue de levage à plusieurs brins car les angles engendrés entraînent un chargement hors du plan de l'anneau ce qui induit une force de flexion et un cisaillement sur la vis pouvant tous deux entraîner la rupture de l'anneau et la chute de la charge. En aucun cas ces anneaux traditionnels ne pourront être utilisés sur le côté de la charge parce que l'angle et les efforts appliqués sont totalement inadaptés (danger de chute de charges). Dans ce dernier cas, il est nécessaire d'utiliser des anneaux de levage articulés permettant des pivotements et rotations de l'anneau. Ces derniers peuvent être très coûteux, l'utilisation d'anneaux rotatifs (JDT) offrent une alternative à moindre coût et permettent de résoudre les problèmes de chargements hors du plan. De plus, ces anneaux rotatifs qui s'orientent dans la direction de la traction permettent d'éliminer les problèmes de dévissage et sur vissage (dépassement du couple de serrage entraînant la torsion et rupture de la vis). La difficulté de visser les anneaux rotatifs à la main peut être allégée en utilisant des anneaux équipés de clés ou de systèmes de clips. Ces dispositifs doivent obligatoirement être retirés avant le levage pour éviter d'endommager la vis ou la clé. Les anneaux rotatifs, comme ceux de la référence RP de JDT, dotés d'un mécanisme de sécurité similaire à un bouchon de sécurité enfants (où la vis devient solidaire de l'anneau lorsqu'une pression est exercée en vissant ou dévissant), éliminent le risque d'oubli et de détérioration pouvant entraîner des dangers.
Dans le cas de pivotement et/ou retournement et basculement de charge, les anneaux doivent être équipés de roulement à billes. Bien que ces anneaux fournissent un déport essentiel pour prévenir tout accrochage involontaire et la détérioration de l'élingue (où le crochet et la manille peuvent entrer en contact avec la charge), ils présentent néanmoins un risque important de coincement de la maille. Ce risque peut être attribué à l'épaisseur de la soudure ou à l'application d'un effet de levier par la maille sur la connexion à l'émerillon, ce qui pourrait entraîner des ruptures et une chute de la charge. Pour écarter ces dangers, l'utilisation de mailles en forme de poire, munies de deux ergots de positionnement, est vivement recommandée.